# Christian Ramos
Pour les articles homonymes, voir Ramos.
Christian Guillermo Martín Ramos Garagay est un footballeur international péruvien, né le 4 novembre 1988 à Lima au Pérou. Il occupe le poste de défenseur central.

## Biographie

### Carrière en club
Surnommé la Sombra (« l'ombre »), Christian Ramos est formé au Sporting Cristal où il commence sa carrière en 2007 avant d'être transféré après deux saisons à l'Universidad San Martín où il remporte le championnat du Pérou 2010. Il poursuit sa carrière à l'Alianza Lima (vice-champion du Pérou en 2011) puis au Juan Aurich, où il évolue de 2013 à 2016, en étant une deuxième fois vice-champion en 2014.
En 2016, il émigre en Argentine afin de s'enrôler à Gimnasia y Esgrima LP. Prêté au CS Emelec l'année suivante, il remporte le championnat d'Équateur 2017. Il s'engage par la suite au CD Veracruz en 2018, puis à l'Al-Nassr Riyad avant de revenir au Pérou, sous forme de prêt, au FBC Melgar en 2019.
Resté au Pérou, il joue pour l'Universitario de Deportes en 2019, puis passe deux saisons à l'Universidad César Vallejo entre 2020 et 2021. En 2022, il revient à l'Alianza Lima où il est sacré champion du Pérou en fin de saison.
Au niveau international, il a l'occasion de disputer 32 matchs de Copa Libertadores pour un but marqué, et neuf rencontres en Copa Sudamericana (aucun but).

### Carrière internationale
Christian Ramos fait montre d'une grande personnalité dès les équipes de jeunes, en étant le capitaine de l'équipe du Pérou U17 lors de la Coupe du monde de la catégorie en 2005.
Convoqué en équipe A en 2009, il en devient l'un des piliers en défense. Il marque le deuxième but de la victoire 2-0 du Pérou sur la Nouvelle-Zélande lors du barrage inter-confédérations qui permet à son pays de revenir au Mondial après 36 ans d'absence. Lors de la Coupe du monde 2018 en Russie, il dispute les trois matchs de son équipe, éliminée au 1er tour. 
En outre, il prend part à quatre Copa América en 2011, 2015, 2016 et 2021 où sa sélection atteint le podium à deux reprises en 2011 et 2015.

#### Buts en sélection
| Buts en sélection de Christian Ramos | Buts en sélection de Christian Ramos | Buts en sélection de Christian Ramos              | Buts en sélection de Christian Ramos | Buts en sélection de Christian Ramos | Buts en sélection de Christian Ramos | Buts en sélection de Christian Ramos |
|                                      | Date                                 | Lieu                                              | Adversaire                           | Score                                | Résultat                             | Compétition                          |
| ------------------------------------ | ------------------------------------ | ------------------------------------------------- | ------------------------------------ | ------------------------------------ | ------------------------------------ | ------------------------------------ |
| 1.                                   | 6 août 2014                          | Estadio Nacional, Lima (Pérou)                    | Panama                               | 3-0                                  | 3-0                                  | Amical                               |
| 2.                                   | 10 novembre 2016                     | Estadio Defensores del Chaco, Asuncion (Paraguay) | Paraguay                             | 1-1                                  | 1-4                                  | QCM 2018                             |
| 3.                                   | 15 novembre 2017                     | Estadio Nacional, Lima (Pérou)                    | Nouvelle-Zélande                     | 2-0                                  | 2-0                                  | QCM 2018                             |

## Palmarès

### En club

#### Au Pérou
| Universidad San Martín - Championnat du Pérou (1) : - Champion : 2010. |  | Alianza Lima - Championnat du Pérou (1) : - Champion : 2022. |

#### À l'étranger
| CS Emelec - Championnat d'Équateur (1) : - Champion : 2017. |  | Al-Nassr Riyad - Championnat d'Arabie saoudite (1) : - Champion : 2019. |

### En sélection
Pérou
- Copa América :
  - Troisième : 2011 et 2015.